# Cytinus
Cytinus és un gènere de plantes amb flors paràsites. Les espècies d'aquest gènere no produeixen clorofil·la. Les espècies del gènere Cytinus només parasiten plantes dels gèneres Cistus i Halimium, dos gèneres de la família Cistàcia.
Són plantes originàries de la regió mediterrània una d'elles de la conca del Mediterrani (Cytinus hypocistis) i les altres de Sud-àfrica i possiblement algunes espècies encara no descrites de Madagascar.

## Biologia
C. capensis i C. sanguineus són plantes dioiques, mentre que C. hypocistis és monoic.
C. hypocistis infecta principalment Halimium halimifolium i Cistus monspeliensis a Portugal.

## Sistemàtica
El gènere Cytinus abans estava dins la família de plantes paràsites Rafflesiaceae, però ara ho està a la família Cytinaceae (order Malvales), junt amb el gènere Bdallophytum amb quatre espècies.
Cytinus ruber ara es considera una subespècie de C. hypocistis.

## Usos

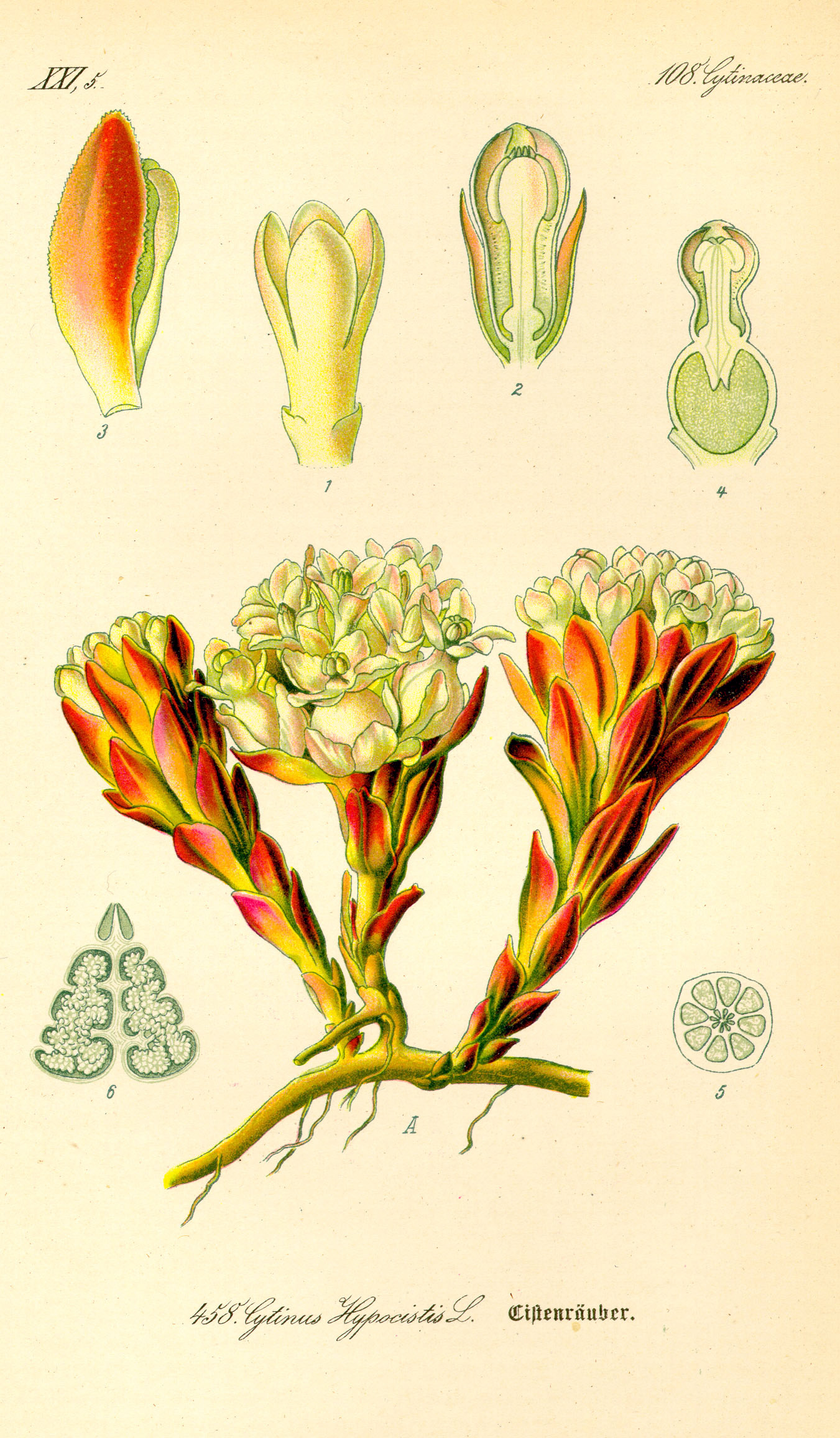
Flor de C. hypocistis

Els exemplars joves de C. hypocistis es mengen com els espàrrecs i un extracte de la planta es fa servir contra la disenteria, tumors de la gola i com astringent. C. ruber també és comestible i en medicina popular se l'ha usat com emmenagog.

## Espècies autòctones dels Països Catalans[6]
- Cytinus hypocistis — margarida, margarideta, mamelló, frare d'estepa, parasita el gènere Cistus

## Altres espècies
- Cytinus capensis — Àfrica del Sud
- Cytinus ruber - Mediterrani (ara es considera C. hypocistis ssp. clusii) - filosa, magraneta d'estepa
- Cytinus sanguineus — Àfrica del Sud
- Cytinus visseri — Àfrica del Sud